# Speciální dráha
Speciální dráha je v České republice jedna z kategorií železničních drah. V § 3 zákona o dráhách č. 266/1994 Sb. je vymezená tím, že „slouží zejména k zabezpečení dopravní obslužnosti obce“. O zařazení železniční dráhy do příslušné kategorie dráhy rozhoduje ministerstvo dopravy. V dopravním řádu drah i ve stavebním a technickém řádu drah je na mnoha místech textu i v nadpisech uvedeno slovo metro v závorce jako synonymní vysvětlivka pojmu speciální dráha. Do kategorie speciálních drah spadá pravděpodobně pouze síť pražského metra.

## Historie
Tato kategorie byla zavedena s účinností od 30. prosince 1994 s novým zákonem o drahách. 
Předchozí zákon o dráhách č. 51/1964 Sb. neobsahoval pojem „kategorie dráhy“ a § 2 uváděl dva různé výčty drah podle typu: pojem „dráha“ definoval výčtem „železnice, tramvajové, trolejbusové a lanové dráhy s výjimkou těch, které slouží jen provozní potřebě uvnitř podniku (závodu) a nejsou zaústěny do jiných drah“, v následujícím odstavci pak stanovil členění drah podle povahy a účelu člení na dráhy celostátní, vlečky, dráhy městské a dráhy zvláštního určení. Metro pravděpodobně spadalo spolu s tramvajovými a trolejbusovými drahami v členění podle povahy a účelu mezi dráhy městské, v definici pojmu dráha mezi dráhy železniční. 

## Právní podmínky
Stavby speciální dráhy patří spolu s celostátní drahou a s drahami regionálními, tramvajovými a trolejbusovými mezi stavby veřejně prospěšné, na rozdíl od drah místních, zkušebních a lanových. Vlastník je povinen zajistit provozování dráhy. Pokud tak nemůže učinit, je povinen ji nabídnout k provozování obci nebo obcím, v jejichž územním obvodu se dráha nachází, podobně jako tomu je u drah tramvajových, trolejbusových a lanových.
Ochranné pásmo dráhy je pro speciální dráhy stanoveno jako prostor po obou stranách dráhy, jehož hranice jsou vymezeny svislou plochou vedenou 30 m od hranic obvodu dráhy, u tunelů speciální dráhy 35 m od osy krajní koleje.
Provozovat drážní dopravu na speciální dráze může jednak provozovatel této dráhy a dále dopravce, který je usazen na území České republiky, jde-li o osobní dopravu, nebo v členském státě EU, jde-li o nákladní dopravu. Pokud provozovatel dopravy není totožný s provozovatelem dráhy, musí mít platnou licenci k provozování dopravy a smlouvu s provozovatelem dráhy. Tyto podmínky jsou shodné jako na drahách tramvajových a trolejbusových.
Speciální dráha je zatím jedinou kategorií dráhy, u které zákon počítá s možností automatického provozu, kdy je drážní vozidlo řízeno technickým systémem bez přítomnosti osoby řídící drážní vozidlo.
Jízdní řád dopravy na speciální dráze zpracovává dopravce a schvaluje drážní správní úřad, který jej pak postupuje ministerstvu dopravy do celostátního informačního systému. Jízdní řád nabývá platnost nejdříve 24 hodin po svém zveřejnění. Shodné podmínky platí pro dráhy tramvajové, trolejbusové a lanové.
Vážné nehody na speciální dráze nespadají, na rozdíl od ostatních železničních drah, do působnosti Drážní inspekce.
Drážním správním úřadem ve věcech drah tramvajových, trolejbusových, lanových a speciálních jsou obce, na jejichž úsemí se dráha nachází, tato působnost se netýká schvalování vozidel a určených technických zařízení. Speciálním stavebním úřadem pro stavby dráhy je příslušný drážní správní úřad. Obecní úřady uplatňují stanovisko k územně plánovací dokumentaci z hlediska dráhy speciální, tramvajové, trolejbusové a lanové.  O zařazení železniční dráhy do kategorie rozhoduje ministerstvo dopravy, to je také odvolacím orgánem ve věcech spadajících do správní působnosti obcí.
U speciální dráhy se stanicí nazývá nejen dopravna s kolejovým rozvětvením, ale i dopravna bez kolejového rozvětvení.
Hlava třetí části druhé dopravního řádu drah ve třech paragrafech stanoví podmínky pro zabezpečení a obsluhu dráhy speciální a organizování drážní dopravy na dráze speciální, hlava druhá části třetí v šesti paragrafech stanoví podmínky pro provozování drážní dopravy.
Ustanovení dopravního řádu drah ohledně jízdních řádů jsou pro speciální dráhy obdobné jako pro dráhy tramvajové, trolejbusové a lanové. Ke schválení a zveřejnění dle této vyhlášky postačí v případě speciální dráhy uvést časový údaj jízdy prvního spoje na začátku provozní doby a interval jízdy následujících spojů (vyhláška nepožaduje ani časový údaj posledního spoje).
Příloha č. 3 dopravního řádu drah obsahuje v části III požadavky na drážní vozidla dráhy speciální, část II přílohy č. 4 obsahuje technické podmínky pro drážní vozidla dráhy speciální, dráhy tramvajové, dráhy trolejbusové a dráhy lanové, přičemž speciálních drah se týká zkratka EVM pro druh drážního vozidla „elektrické vozidlo metra“, druh S (speciální vozidla) se týká všech typů drah. Příloha č. 5 stanoví časové nebo kilometrické intervaly pro provádění pravidelné technické kontroly společně pro dráhu celostátní, dráhu regionální, dráhu speciální a vlečku. Interval pro technickou kontrolu je u speciální dráhy stanoven 2 roky pro drážní vozidla pro přepravu cestujících a 3 roky pro speciální vozidla. Rozsah technické kontroly vozidel stanoví příloha č. 6 v části II. 
Stavební a technický řád drah (vyhláška č. 177/1995 Sb.) speciálně pro téma speciálních drah (metra) zavádí a definuje pojmy: přívodní kolejnice, bezpečnostní pás nástupiště, nástupištní stěna a vodicí linie.